# Intoxicación por fósforo
La intoxicación por fósforo es el conjunto de signos y síntomas que se derivan de la ingestión o inhalación de este elemento en el organismo.
En la intoxicación por fósforo, debemos diferenciar si el tóxico es el fósforo blanco (fosforescente, altamente perjudicial), el fósforo rojo (menos tóxico), la fosfamina o hidrógeno fosforado, u otras sales inorgánicas del fósforo. Mención importante merece la intoxicación por plaguicidas que contienen fósforo (organofosforados).

## Etiología
Las razones por las que una persona puede intoxicarse con fósforo pueden ser variadas: acciones criminales, suicidio, accidentalmente, accidentes laborales... 

## Patogenia y fisiopatología
El fósforo inhibe la oxidación en las células, interfiriendo así en la fase anaerobio de la respiración celular. Esto conlleva una degeneración grasa que lleva a la muerte celular. Esta citólisis se hace especialmente relevante en el hígado, el miocardio, el riñón y el músculo esquelético. Los vasos sanguíneos presentan degeneración de la túnica muscular (o media), disminuyendo su resistencia y predisponiendo roturas vasculares (diátesis hemorrágica) y hemorragias.
Además, la fosfamina tiene acción directa sobre el aparato respiratorio, y sobre el sistema nervioso central, en el que genera primero una estimulación y luego una depresión.

## Anatomía patológica
En la autopsia, podemos destacar los siguientes hallazgos.

### Examen externo
El cadáver presenta una coloración ictérica de la piel y las mucosas. Además, aparecen múltiples equimosis.

### Examen interno
La sangre aparece negruzca y muy fluida. En general, cualquier víscera interna puede presentar equimosis, al igual que la piel. Además, se observan en los diferentes órganos lesiones por degeneración grasa:
- Hepatomegalia blanda, pálida y grasienta.
- Signo del hongo de Stokes en el corazón.
- Riñones grandes, blanquecinos o amarillentos, blandos y friables.

## Cuadro clínico

### Intoxicación aguda
Los síntomas iniciales afectan sobre todo al tracto gastrointestinal, entre varios minutos y varias horas tras la ingestión. La clínica clásica es dolor abdominal, ardor, hedor aliáceo (aliento con olor a ajo), vómitos fosforescentes, sudoración y calambres musculares, pudiendo llegar al shock. 
Entre 2 y 4 días después, comienza a aparecer clínica hepática, que se caracteriza por:
- Ictericia.
- Aumento de los niveles de transaminasas en plasma. La subida de los niveles de GPT por encima de 90 mUI / mL es un signo de mal pronóstico.
- Clínica de diátesis hemorrágica (petequias, hemorragias...).

Posteriormente, aparecen signos de afectación miocárdica, como arritmias o adinamia; afectación del sistema nervioso central; y finalmente, muerte hacia el décimo día por encefalopatía hepática o shock.

### Intoxicación crónica
Es muy infrecuente, y su signo habitual es la necrosis fosforada de los maxilares.
También en algunos casos se puede presentar alteración del estado de consciencia, pérdida súbita del conocimiento.

## Diagnóstico
En el vivo, es básicamente clínico y mediante los antecedentes. En el cadáver, se requiere la autopsia.

## Tratamiento
El tratamiento precoz consiste en realizar un lavado gástrico con permanganato potásico o con peróxido de hidrógeno, además del uso de carbón activado. Por otro lado, se debe realizar tratamiento sintomático.